# Brachyotum strigosum
El zarcillejo morado o moradito (Brachyotum strigosum) es una especie de arbusto de la familia Melastomataceae, endémica de los Andes de Colombia,  que se encuentra entre los 2.000 y 4.000 m de altitud.

## Descripción
Alcanza entre 0,5 y 2 m de altura, con ramos cilíndricos estrigosos.. Hojas pequeñas isomorfas, con pecíolo de 1 a 4 mm; lámina gruesa lanceolada a aovada, pilosa, de 7 a 17 mm de longitud por 3 a 10 mm de anchura. Flores péndulas en las axilas opuestas de las hojas superiores, con brácteas de 7 a 12 mm de largo; hipantio campanulado de 4,5 a 5,5 mm, color rosado a fucsia; sépalos de 4,5 a 10 mm de largo, aovados con ápice agudo; pétalos obovados de color morado, de 13 a 18 mm de longitud; estambres con filamento rosado de 5 a 6 mm, con anteras oblongas de 4 a 5 mm amarillas; estilo rojo de 15 a 26 mm de longitud con estigma subtruncado. Fruto en cápsula ovalada de 6 a 8 mm de largo, con múltiples semillas pequeñas cocleadas.